# Véhicule de transport sous-marin Type 3
Le véhicule de transport sous-marin Type 3 (三式潜航輸送艇, San-Shiki Senkō Yusōtei) était une classe de sous-marins de transport construits pour l'Armée impériale japonaise pendant la Seconde Guerre mondiale. L'Armée impériale japonaise prévoyait de construire plus de 400 sous-marin, mais seulement 38 ont été achevés jusqu'à la fin de la guerre. L'Armée impériale japonaise les a appelés Maru Yu (マルゆ).

## Construction
En 1943, l'armée impériale japonaise décide de se construire un sous-marin de transport, car après sa défaite décisive lors de la campagne des îles Salomon, elle a besoin d'un moyen de ravitailler les garnisons isolées des îles du Pacifique.

## Classe de sous-marins

### TypeYu I
La classe se compose de quatre sous-classes non officielles résultant des différences de fabrication entre les constructeurs sous contrat. Le fabricant peut être distingué par l'apparence du kiosque.

#### ClasseYu 1

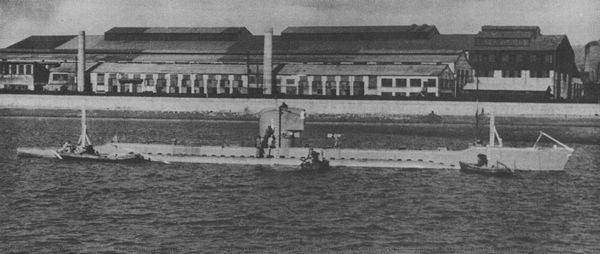
Le Yu 1 en essais à Kudamatsu (1944)

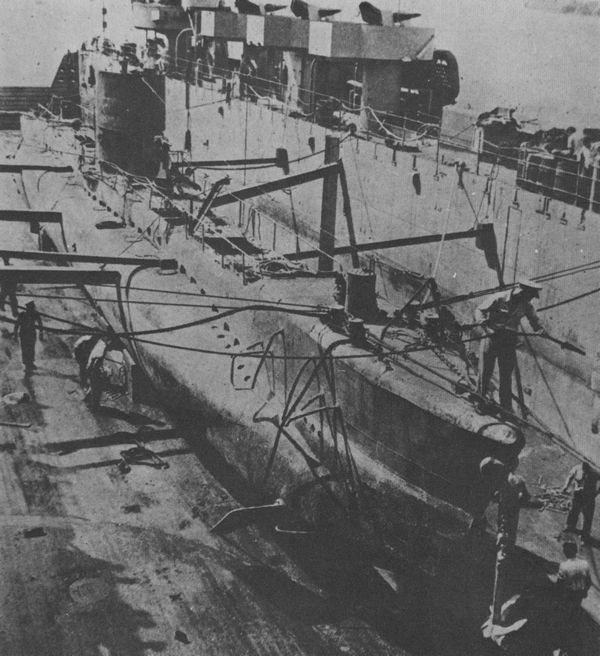
Le Yu 3 amarré le long du (1945)

Modèle de base de type Yu I. Le premier sous-marin Yu 1 était un prototype des sous-marins de type "Yu I". Hitachi- usine de Kasado a construit tous les sous-marins de la classe Yu 1. Leur kiosque était fermé.
- Yu 1, mis en câle en février 1943, achevé le 31 octobre 1943, perdu dans un accident à Golfe de Lingayen le 2 janvier 1945.
- Yu 2, coulé par les USS Pringle, Renshaw, Waller et Saufley dans la baie d'Ormoc le 27 November 1944.
- Yu 3, perdu dans le golfe de Lingayen en janvier 1945, récupéré par le USS Grasp le 18 janvier 1945, réalisé par le USS Rushmore en mai 1945.
- Yu 4, a survécu à la guerre.
- Yu 5, a survécu à la guerre.
- Yu 6, affecté au 2e détachement, groupe de sous-marins de transport, le 13 février 1945, a survécu à la guerre.
- Yu 7, affecté au 2e détachement, groupe de sous-marins de transport en novembre 1944, a survécu à la guerre.
- Yu 8, a survécu à la guerre.
- Yu 9, a survécu à la guerre.
- Yu 10, a été affecté au détachement Kuchinotsu, groupe de sous-marins de transport le 15 mai 1945, a survécu à la guerre.
- Yu 11, affecté au détachement Kuchinotsu, groupe de sous-marins de transport le 15 mai 1945, affecté au détachement Mikuriya en juin 1945, a survécu à la guerre.
- Yu 12, affecté au détachement Kuchinotsu, groupe de sous-marins de transport le 15 mai 1945, a survécu à la guerre.
- Yu 13, affecté au détachement Mikuriya en juin 1945, a survécu à la guerre.
- Yu 14, affecté au détachement Kuchinotsu, groupe de sous-marins de transport le 15 mai 1945, affecté au détachement Mikuriya en juin 1945, a survécu à la guerre.
- Yu 16, a survécu à la guerre.
- Yu 17, a survécu à la guerre.
- Yu 18, a survécu à la guerre.
- Yu 19, a survécu à la guerre.
- Yu 20, a survécu à la guerre.
- Yu 21, a survécu à la guerre.
- Yu 22, a survécu à la guerre.
- Yu 23, a survécu à la guerre.
- Yu 24, a survécu à la guerre.
- Yu 25, incomplet jusqu'à la fin de la guerre.

#### ClasseYu 1001

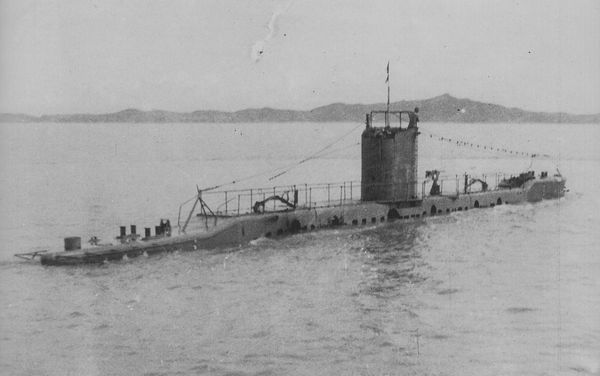
Un sous-marin de classe Yu 1001 à Tateyama (1945)

Japan Steel Works - Usine de Kaita a construit tous les sous-marins de la classe Yu 1001. Ils étaient équipés d'un kiosque ouvert.
- Yu 1001, lancé le 27 mars 1944, terminé le 15 juin 1944, affecté au 2e détachement, groupe de sous-marins de transport en novembre 1944, coulé par un raid aérien à Shimada le 12 août 1945.
- Yu 1002, affecté au 2e détachement, groupe de sous-marins de transport, le 11 février 1945, a survécu à la guerre.
- Yu 1003, affecté au 2e détachement, groupe de sous-marins de transport, le 11 février 1945, a survécu à la guerre.
- Yu 1005, affecté au 2e détachement, groupe de sous-marins de transport, le 13 février 1945, a survécu à la guerre.
- Yu 1006, a survécu à la guerre.
- Yu 1007, affecté au détachement Kuchinotsu, groupe de sous-marins de transport le 15 mai 1945, affecté au détachement Mikuriya en juin 1945, a survécu à la guerre.
- Yu 1008, a survécu à la guerre.
- Yu 1009, a survécu à la guerre.
- Yu 1010, a survécu à la guerre.
- Yu 1011, incomplet jusqu'à la fin de la guerre.
- Yu 1012, incomplet jusqu'à la fin de la guerre.
- Yu 1013, incomplet jusqu'à la fin de la guerre.
- Yu 1014, incomplet jusqu'à la fin de la guerre.

#### ClasseYu 2001

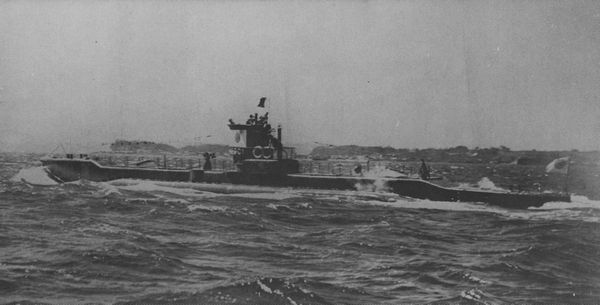
Le Yu 2001 à l'essai dans la baie de Tōkyō (1944)

Andō Iron Works - Usine de Tsukishima a construit tous les sous-marins de la classe Yu 2001. Le premier sous-marin (Yu-2001) était le deuxième prototype des sous-marins de type Yu I. Ils ont équipé le kiosque d'un toit pour améliorer le confort de l'équipage.
- Yu 2001, lancé le 12 février 1944, a survécu à la guerre.
- Yu 2002, lancé le 31 mars 1945, a survécu à la guerre.
- Yu 2003, incomplet jusqu'à la fin de la guerre.
- Yu 2004, incomplet jusqu'à la fin de la guerre.
- Yu 2005, incomplet jusqu'à la fin de la guerre.
- Yu 2006, incomplet jusqu'à la fin de la guerre.

#### ClasseYu 3001
Chōsen Machinery - Usine de Jinsen a construit tous les sous-marins de la classe Yu 3001.
- Yu 3001, lancé le 10 avril 1944, achevé le 2 août 1944, a survécu à la guerre.
- Yu 3002, coulé par mauvais temps en 1945.
- Yu 3003, a survécu à la guerre.
- Yu 3005, incomplet jusqu'à la fin de la guerre.
- Yu 3006, incomplet jusqu'à la fin de la guerre.
- Yu 3007, incomplet jusqu'à la fin de la guerre.
- Yu 3008, incomplet jusqu'à la fin de la guerre.
- Yu 3009, incomplet jusqu'à la fin de la guerre.
- Yu 3010, incomplet jusqu'à la fin de la guerre.

### TypeYu II
Modèle amélioré du Type Yu I. Le Yu II a été construit par les conseils techniques de Kampon. L'Armée impériale japonaise a utilisé les plans des sous-marins de la classe Ha-101 et a conçu ce modèle.
- Ushio, prototype du type Yu II, déposé en août 1944, lancé le 16 mai 1945, incomplet.